# Onew
Lee Jin-ki (en hangul, 이진기; en hanja, 李珍基; Gwangmyeong, Provincia de Gyeonggi, 14 de diciembre de 1989), más conocido como Onew (온유), es un cantante, presentador, actor y compositor surcoreano, miembro de la banda SHINee desde 2008, donde se desempeña como vocalista y líder. Adicionalmente ha presentado programas de televisión en su país de origen y ha participado en series de televisión como Descendientes del sol en 2016.

## Vida y carrera

### Pre Debut
Onew fue descubierto en el 2006. Recibió gran reconocimiento de parte de Lee Soo Man, fundador de SM Entertainment, durante el showcase debut de Girls' Generation. Lee Soo-man se fijó en él y deseó escucharlo cantar durante una sola vez en lugar de la audición. Firmó contrato con la agencia un día después de la audición. Hasta que en 2008, él y cuatro chicos más fueron elegidos como miembros de SHINee, finalmente debutando el 25 de mayo de ese año en el programa musical Inkigayo.

### Carrera musical
Onew ha contribuido con sencillos para Lee Hyun Ji (Para "Vanilla Love" y "Vanilla Love Parte 2"), con Jessica de Girls' Generation para la canción "One Year Later" del mini álbum Tell Me Your Wish (Genie) y un dueto con Kim Yeonwoo para la canción "The Name I Loved" del tercer mini álbum de SHINee, 2009, Year Of Us.
Onew escribió la letra de la canción "Your Name" del segundo álbum de estudio de SHINee  Lucifer.
Onew grabó la canción "In your Eyes" como parte del BSO del drama coreano To The Beautiful You y fue lanzada el 22 de agosto de 2012.
Onew grabó la canción "Moonlight" como parte de la banda sonora del drama Coreano Miss Korea
El 5 de diciembre del 2018, hizo su debut en solitario titulado “Blue” antes de su enlistamiento en el servicio militar.
En 2022, Onew regresa con su segundo mini álbum titulado “Dice” a cuatro años de su primer mini album Blue. Después, fue transmitida a varias estaciones de radio del mundo, debido a su éxito mundial.
En ese mismo año, hace su debut en Japón con su digital EP “Who Sings - Vol. 1” con su canción Kirakira y el 7 de julio se anuncia su primer álbum en japonés.

### Actuación
Onew ha participado en varios musicales desde 2010, debutando en el musical Hyeongjeneun Yonggamhaetda (형제는 용감했다, "Brothers were Brave") junto al cantante Lee Ji-hoon. Él también participó en la producción coreana de Rock of Ages donde obtuvo el papel principal, Drew.
También ha mostrado sus habilidades en la actuación a través de varios cameos en algunos dramas como el rol de un médico torpe en Dr. Champ, apareciendo en el episodio final del drama. Además él ha hecho cameos en Athena: Goddess of War, Oh My God x2, Pure Love y ha conseguido un papel regular en el sitcom Royal Villa.
El 9 de noviembre del 2018, se informó que Onew se enlistaría en el ejército el 10 de diciembre de ese año y que sería liberado el 20 de julio de 2020. Sin embargo, debido a los protocolos del COVID-19, fue liberado el 6 de julio de 2020.

## Filantropía
Los fanes de Onew se presentaron a una de sus actuaciones en Rock of Ages con 1.44 toneladas de arroz. Onew donó las 1.44 toneladas de arroz para ayudar a alimentar a los niños de Corea del Norte, y de acuerdo con un representante, el arroz se entregó a un almacén de Incheon el 16 de octubre de 2010 y fue enviado a Corea del Norte el día 22 del mismo mes. Onew también había donado 770 kg. de arroz a los niños necesitados de Corea del Sur en mayo del 2010 cuando él participaba en el musical "Brothers are Brave".

## Discografía

### Solitario
- 2008: Vanilla Love junto a Lee Hyun Ji .
- 2008: Vanilla Love Part 2 junto a Lee Hyun Ji .
- 2009: One Year Later junto a Jessica de Girl's Generation .
- 2012: In Your Eyes (OST para To the Beautiful You ).
- 2014: Moonlight para la banda sonora de Miss Korea .[5]
- 2018: Voice
- 2022: Dice
- 2022: Mind Warning (OST de Forecasting Love and Weather)
- 2022: Life Goes on (Album Japones)
- 2023: O (Circle)
- 2024: Flow (EP)

## Filmografía

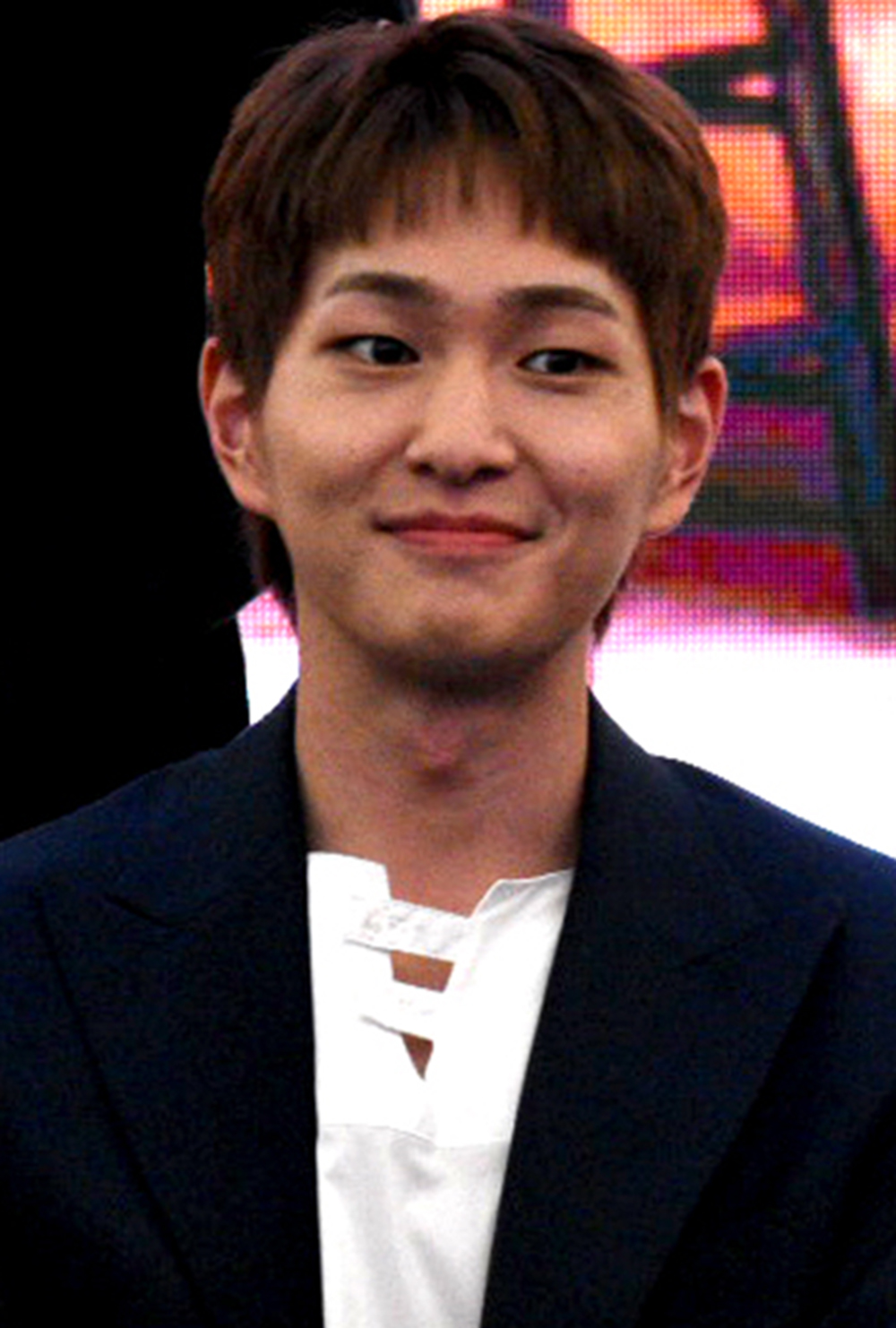
Onew en junio del 2018.

### Series de televisión
- Dr. Champ (닥터 챔프; 2010).
- Athena: Goddess of War (아테나: 전쟁의 여신; 2010).
- Oh My God x2 (오마이갓 x2; 2012).
- Pure Love (일말의 순정; 2013).
- Welcome to Royal Villa (시트콩 로얄빌라; 2013).[6]
- Descendientes del sol (태양의 후예; 2016).[7]
- 4 minutes and 44 seconds (4분 44초; 2022).[8]

### Programas de televisión

#### Presentador
- Flower Boys Generation (지금은 꽃미남 시대; 2009).
- Night Star (밤샘 버라이어티 야행성; 2010).
- Show! Music Core (쇼! 음악중심; 2010-2011).
- Incheon K-Pop Concert (인천 K-POP 콘서트; 2012).
- M! Countdown Ni Hao Taiwan (엠카운트다운 니하오-타이완; 2013).
- Golden Camera (황금카메라; 2013).
- Dream Concert (드림콘서트; 2013).
- Music Bank in Hanoi (뮤직뱅크 인 하노이; 2015).
- Inkigayo (인기가요; 2015).

#### Participante
- The Sea I Wished For (2021-, miembro)[9]
- Law of the Jungle in Brazil (2014; ep. 108 - 112).
- Law of the Jungle in Borneo: the Hunger Games (2014; ep. 105 – 107).
- Hello Counselor (2012, 2013; ep. 72, 113 y 147)

### Vídeos musicales
- Vanilla Love Part 2 de Lee Hyun Ji (2010).
- Heize - Don't know you (2017)

## Teatro

### Musicales
- Brothers Were Brave (형제는 용감했다; 2010).
- Rock of Ages (락 오브 에이지; 2010).